# Islam in Zambia

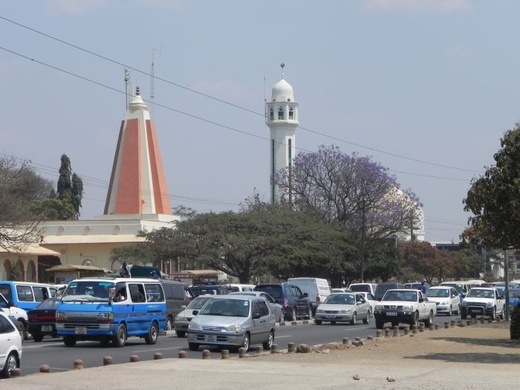
Una moschea a Lusaka

L'arrivo dell'Islam nello Zambia risale al IV secolo dell'Egira, quando i Musulmani hanno fondato emirati sulle coste dell'Africa orientale.
Durante questo periodo, i mercanti Musulmani hanno esteso i loro commerci alle regioni interne, arrivando a raggiungere lo Zambia nel periodo della dinastia di Al Bu Said. I mercanti di schiavi arabi hanno raggiunto lo Zambia dalle loro basi commerciali sulla costa della Tanzania, del Malawi e del Mozambico.
Sono stati catturati più di 4 milioni di schiavi ed inviati attraverso i porti swahili verso l'India e l'Arabia.
Molti musulmani sono entrati nello Zambia durante il periodo coloniale, soprattutto dal subcontinente indiano, e si sono stabiliti lungo le ferrovie nella parte centrale del paese, da Livingstone a Lusaka.
La costituzione prevede che lo Zambia sia uno stato cristiano, tuttavia la società dello Zambia accetta i Musulmani; vivono in Zambia 563.089 Musulmani che rappresentano il 5% del totale della popolazione.
Inoltre si segnala una crescente tendenza a convertirsi all'Islam da parte della popolazione indigena dello Zambia.

## Diffusione dell'Islam in Zambia durante la colonizzazione
Nel periodo della colonizzazione britannica sono arrivati in Zambia numerosi operai indiani e pakistani, soprattutto per il progetto di costruzione della ferrovia; da lì è nato un forte movimento per la daʿwah che è stato fermato dalle autorità britanniche, le quali temevano che l'Islam potesse unificare le tribù africane contro di loro.

## Le istituzioni islamiche
In Zambia ci sono molte associazioni ed istituzioni islamiche; in particolare la società islamica che si occupa delle Moschee e l'associazione giovanile Musulmana, la cui maggioranza dei membri proviene dal Pakistan e dall'India.
Inoltre, sono molto attive la Lega delle donne Musulmane e la Fondazione Islamica. Inoltre, esiste un progetto per la costruzione di un nuovo centro islamico nella capitale.

## Le moschee
Vi sono 67 luoghi di culto islamici (tra moschee e centri di preghiera) nello Zambia e si diffondono soprattutto nella regione dove vi è una forte presenza islamica.

## L'educazione islamica
La minoranza Musulmana in Zambia non viene riconosciuta ufficialmente dalle autorità governative e di conseguenza molti Musulmani rifiutano di mandare i loro figli nelle scuole pubbliche, preferendo mandarli in scuole private dove poter apprendere la lingua araba ed il Corano.